# Domenico Genoese Zerbi (politico)
Domenico Genoese Zerbi (Reggio Calabria, 9 aprile 1824 – Reggio Calabria, 16 maggio 1897) è stato un politico italiano, sindaco di Reggio Calabria in diversi momenti, e deputato dal 1874 al 1880.

## Biografia
Figlio di Felice Genoese e di Clementina Zerbi, nacque il 3 o il 9 aprile 1824; fu patriota e sostenitore di Giuseppe Garibaldi. Per devozione alla madre, usò in aggiunta al cognome del padre anche quello della madre, tramandando quindi ai figli il doppio cognome.
Fu sindaco di Reggio Calabria per tre volte, tra il 1867 e il 1886.
Eletto quindi deputato alle elezioni politiche italiane del 1874, per la Sinistra storica, fu confermato alle elezioni successive; fu tra i dissidenti che il 29 aprile 1880 votarono contro il governo Cairoli III sulla questione della proroga dell'esercizio provvisorio, determinando lo scioglimento della Camera e le elezioni anticipate.
Il 3 ottobre 1873 ottenne dal re Vittorio Emanuele II il diritto di succedere al titolo di Marchese già esistito in un ramo estinto della famiglia (il ramo del Marchese di Montecorvino, estinto nel Salernitano).
Sposato il 5 febbraio 1854 con Elisabetta Melissari, ebbe come figli Paolo Genoese Zerbi (1866) e Giuseppe Genoese Zerbi (1870), che fu poi podestà di Reggio Calabria dal dicembre 1926 al 10 novembre 1928.